# Аргонавты времени
«Аргонавты времени» (англ. The Chronic Argonauts) — повесть Герберта Уэллса, впервые опубликованная в двух частях в The Science School Journal в 1888 году и послужившая отправной идеей для романа «Машина времени».

## Сюжет
На ферме Манс, расположенной рядом с селением Ллиддвудд, и долгое время стоявшей заброшенной, появляется новый хозяин, некто Моузес Небогипфель. Жители селения весьма озадачены его различными странностями, тем более тем кто мельком увидел его первое появление показалось что он то ли очень быстро бежал, то ли даже ехал на чем-то непонятном. Бывшие заколоченными окна дома новый хозяин так и оставляет в этом виде, чем вызывает дополнительные кривотолки вокруг своей персоны.
В одну из ночей со стороны фермы Манс неожиданно доносится странный непрекращающийся звук. Жители селения, как раз в этот день отмечающие праздник и гуляющие допоздна видят и странный голубовато-белый свет, идущий от дома где поселился незнакомец. Свет исходит из-за всех щелей и трещин дома, из незаделанных дыр в черепичной крыше. Однако это оказывается электричеством, электрическим светом которого в селении раньше не было и который мало кто из жителей раньше видел. Тем временем на ферму Манс продолжают доставлять бесчисленное количество странных технических приспособлений и грузов, с использованием которых там строится что-то непонятное, и недоверие и кривотолки вокруг Моузеса Небогипфеля всё усиливаются.
Неожиданно прямо на улице умирает один из жителей селения, и хотя хирург уверяет что смерть естественная, тут же слух что покойный жертва подчиняющихся Небогипфелю воздушных стихий, как зараза, распространяется по селению. Жители селения решают произвести самосуд над Небогипфелем, и идут к его дому. Как только они открывают дверь, какая-то неведомая сила отбрасывает всех пришедших назад и Небогипфель улыбаясь исчезает из комнаты где он стоял прямо у них на глазах. Всё происходит очень быстро, но некоторые жители впоследствии уверяют что мельком смогли заметить рядом с исчезающим Небогипфелем и местного пастора.
Незадолго до этих событий местный пастор Илия Кук отправляется тайно к Небогипфелю с целью предупредить его о грядущей расправе. Придя к Небогипфелю и поговорив с ним пастор убеждается что Небогипфель построил не что иное как машину времени. Когда неожиданно доносится гул приближающейся для расправы толпы, пастор понимает, что жители наверняка расправятся и с ним, обвинив его в связи с Небогипфелем. Пастору приходится принять предложение Небогипфеля и отправиться на «Арго Времени» вместе с ним.
В конце повествования ставится ряд вопросов намекающих на продолжение истории.

## Переводы на русский язык
В настоящее время известно как минимум два перевода повести на русский язык.
- А. Чуркин (Аргонавты времени)
- С. Саксин (Аргонавты времени)